# Сурхруд
Сурхруд или Сурхоб — река в Афганистане, протекающая по территории провинций Логар и Нангархар. Правый приток реки Кабул впадающий в него в 8 км выше города Джелалабад.
Длина — 125 км, по прямой — 105 км. Площадь водосбора — 2690 км². Высота истока — 3500 м, устья — 580 м. Средневзвешенная высота водосбора — 2180 м. Средний расход воды — 7.24 м³/с.

## Общее описание

### Течение
Начало Берет в районе перевалов Шутургардан и Суркай пролегающие через хребет Спингар. Течёт главным образом в северо-восточном направлении. В верхнем течении долина реки узкая, в нижнем расширяется сливаясь с Кабульской долиной. В этом месте расположено большое количество садов и плодородных земель. Общая площадь орошаемых земельных угодий в бассейне Сурхруд составляет 17000 га. На реке расположен город Азра.

### Сток
По средневзвешенной высоте водосбора и размерами бассейна Сурхруд уступает всем крупным притокам Кабула. В связи с низкими высотами водосбора наибольшие расходы на реке проходят раньше, чем у крупных притоков Кабула. С учётом безвозвратных потерь на орошение (3—4 м³/с) средний расход воды Сурхруда должен составлять 10—12 м³/с. Максимально зарегистрированный срочный расход — 100 м³/с (1957), определённый по следам уровня прошедший в 1956 году — 1300 м³/с. По мнению профессора В. Л. Шульца, показатель 1300 м³/с преувеличен, но прохождения в Сурхруде 1000 м³/с в период интенсивных дождей не вызывает сомнения.
| Средний расход воды (м³/с) реки Сурхруд по месяцам с 1968 по 1980 гг. (замеры производились на гидрологическом посту на станции «Панджел-Султанпур») |